# Hersilia sagitta
Espèce
Hersilia sagitta est une espèce d'araignées aranéomorphes de la famille des Hersiliidae.

## Distribution
Cette espèce se rencontre au Kenya, en Tanzanie, au Malawi et en Afrique du Sud.

## Description
Les mâles mesurent de 3,84 à 4,13 mm et les femelles de 5,48 à 7,60 mm.

## Publication originale
- Foord & Dippenaar-Schoeman, 2006 : A revision of the Afrotropical species of Hersilia Audouin (Araneae: Hersiliidae). Zootaxa, no 1347, p. 1-92.